# Velòdrom de Son Espanyolet
El Velòdrom de Son Espanyolet és una pista de ciclisme a l'aire lliure de Palma a l'illa de Mallorca, Illes Balears, Espanya. Va estar activa entre 1893 i 1903. Va desaparèixer devers 1911.

## Història
La pista va ser inaugurada el 4 de juny de 1893 a instàncies de la Sociedad Velocipedista de Palma, primer club de ciclisme de la ciutat. Era una construcció molt rústica, amb tribuna de fusta, peralts poc inclinats i pista de terra de 212 metres de corda. La finca ni tan sols estava tancada.
Atesa la mala qualitat, amb prou feines va durar un any. Els nous propietaris de la pista, el Velódromo Palmesano, varen decidir refer-la i inaugurar-la novament el 29 de juliol de 1894, amb obra de pedra i un terreny tancat. Aquesta instal·lació, més sòlida, va durar alguns anys més.
El 1897 el Círculo Ciclista de Palma lloga la pista i reforma la instal·lació que es va inaugurar el 12 de juny de 1898. Es va augmentar la inclinació dels peralts i se substitueix la pista de terra per una d'asfalt i de 258,66 metres de corda. Aquesta construcció seria la més sòlida i perdurable de totes.
A partir del segle xx el nombre de curses ciclistes a la pista minva fins a desaparèixer, i els socis del Círculo Ciclista van fer servir la pista per a partits de tennis o l'incipient futbol a partir de 1902. Després de la inauguració del Velòdrom de Tirador el 1903, atesa la superioritat d'aquest a tots els nivells, Son Espanyolet va deixar de funcionar definitivament com a velòdrom.
Des d'aleshores va quedar semiabandonat i només se'n varen celebrar alguns partits de futbol a l'espai central. El juny de 1911 va ser proposat per a un festival d'hípica, que finalment es va organitzar en un altre lloc, però que indica que la pista encara subsistia. El 1912 els propietaris de la finca tramitaven la urbanització dels terrenys del velòdrom, de la qual cosa es dedueix que anava a ser esbucat o ja havia desaparegut.
Ha estat la primera de les quatre pistes ciclistes de la ciutat. Després va venir el Velòdrom de Tirador (inaugurat el 1903 i tancat el 1973), després el Velòdrom de Son Moix (1987) i finalment el Palma Arena (2007).

## Situació
A part que era al barri palmesà de Son Espanyolet, actualment no se sap on exactament. S'especula que va poder estar en l'illa situada entre els carrers de Joan Crespí, Cabrit i Bassa, Miquel Porcel i Llibertat. El carrer Joan Bauzà Mestre, que acaba davant aquesta illa, va portar el nom de Carrer del Velòdrom des dels anys 20 fins als anys 80. És possible que va rebre aquest nom per ser el vial que donava accés a la pista.

## Esdeveniments
La pista va acollir els primers campionats regionals que es varen celebrar a les Balears a partir de 1893, en la modalitat de velocitat (l'única existent llavors): 1893, 1894, 1895, 1898 i 1900.